# سیارک ۷۹۵۷
سیارک ۷۹۵۷ (به انگلیسی: 7957 Antonella، نامگذاری:1994BT) هفت هزار و نهصد و پنجاه و هفتمین سیارک کشف شده‌است که در ۱۷ ژانویه ۱۹۹۴ کشف شد.
قدر مطلق سیارک برابر ۱۳٫۵۰ است.